# Tomàquet bombeta gros
La varietat tomàquet bombeta gros també coneguda com a mugró, supositori o perleta de nom científic Lycopersicon esculentum Mill., és una varietat de tomata molt dolça amb un rendiment molt alt i que es guarda molt bé pel consum familiar. La forma del fruit és força abombada i amb un calibre superior dels tipus de penjar mig. Està inclosa en el Catàleg de les varietats locals d'interès agrari de Catalunya amb el número d'inscripció CAT004CVL. A les comarques del Vallès Oriental, del Vallès Occidental, de la Noguera, de l'Urgell i del Pla d'Urgell hi ha tradició del seu cultiu.

## Característiques agronòmiques
A principis de març es trasplanta i destaca perquè les seves necessitats hídriques després de la sembra són molt baixes, 1-2 cops per setmana. Per guardar llavor es trien aquells ramells que facin molta producció i amb tomàquets de gran calibre.